# محاربو المناخ في المحيط الهادئ

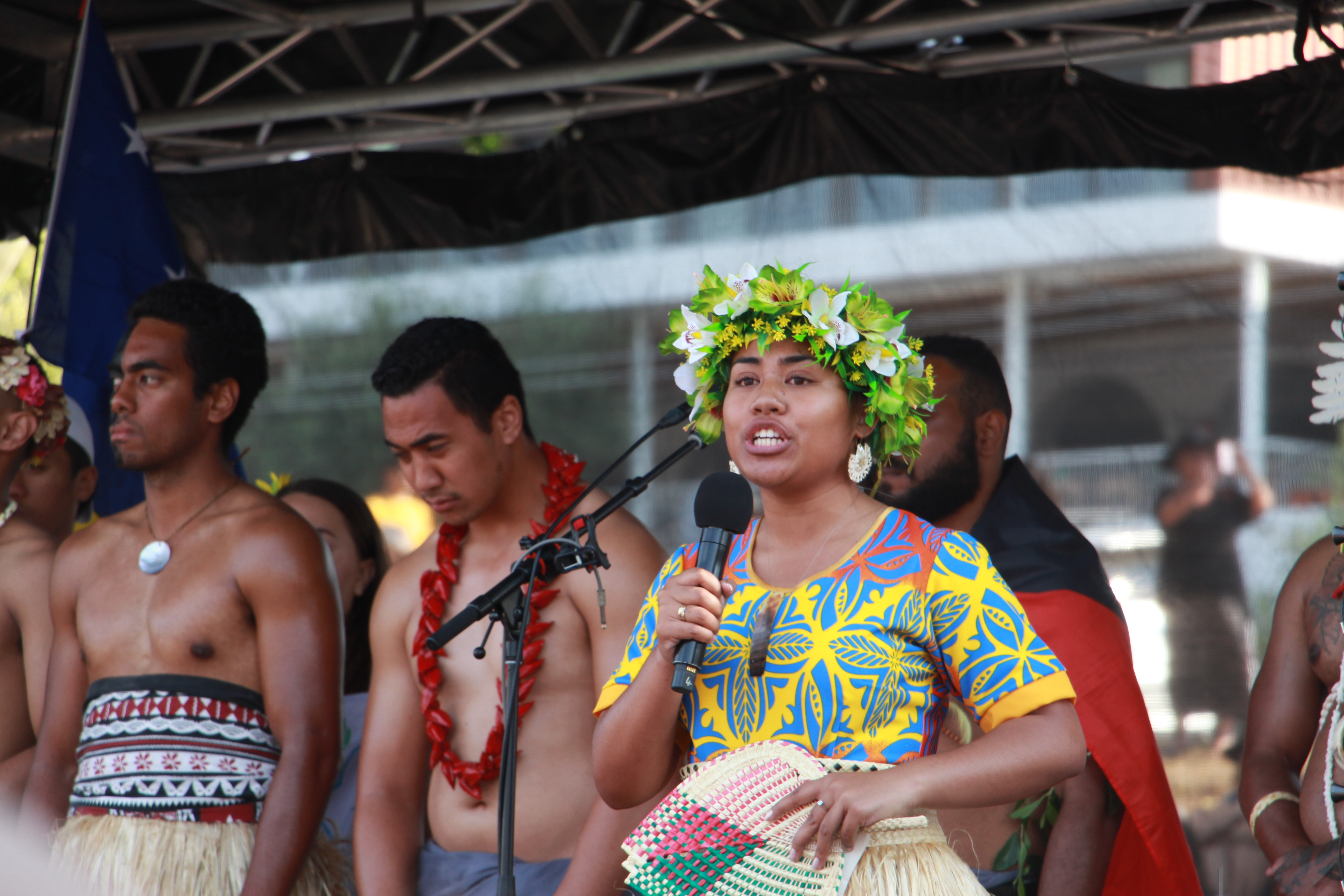
محاربو مناخ المحيط الهادئ في إضراب مدرسي للمناخ 2019 في بريسبان

محاربو المناخ في المحيط الهادئ أو 350 باسيفيك، هي حركة شعبية من أجل العدالة المناخية من دول جزر المحيط الهادئ، والتي كانت جزءًا من منظمة البيئة العالمية 350.org منذ عام 2011.  

## مقاربة
يخاطب محاربو المناخ في المحيط الهادئ صناع القرار ويطالبون بخفض التلوث وانبعاثات غازات الاحتباس الحراري المفرطة. إنهم ملتزمون بحماية جزر المحيط الهادئ وثقافتهم وموائلهم البرية والبحرية من تغير المناخ. إنهم يعارضون صناعة الوقود الأحفوري. رسالتهم الأساسية هي: «نحن لا نغرق. نحن نقاتل.» .  يشاركون في مفاوضات المناخ للأمم المتحدة. 
من خلال المشاريع التعليمية في 15 دولة في المنطقة، يحاول محاربو المناخ في المحيط الهادئ أن يشرحوا للشباب عواقب تغير المناخ وتأثيره على الجزر. وبذلك، فإنهم يريدون تحفيز المزيد من الناس للعمل من أجل حماية الجزر. 

## حصار الزورق 2014
كان أحد أبرز إجراءاتهم حملة في أستراليا في الفترة من 8 إلى 25 أكتوبر 2014، وكان العنصر الرئيسي هو عمل العصيان المدني في 17 أكتوبر 2014 في نيوكاسل، حيث يقع أكبر ميناء للفحم في العالم. هناك، تجولت المجموعة في الزوارق والزوارق التقليدية بمساعدة مئات من السكان المحليين الأستراليين لمنع سفن الفحم من دخول الميناء والخروج منه. وبحسب المجموعة، فإن أربع سفن فقط من أصل اثنتي عشرة سفينة كان من المقرر أن تمر عبر الميناء في ذلك اليوم كانت قادرة على القيام بذلك، بينما نجحت المجموعة في منع البقية. تم بناء الزوارق المستخدمة أثناء الحصار في جزر المحيط الهادئ باستخدام الأساليب التقليدية وتم إحضارها إلى أستراليا عن طريق سفينة شحن خصيصًا للعملية.  
في الحملة، طالبوا الشركات التي تعمل مع الوقود الأحفوري والبلدان ذات الانبعاثات العالية من غازات الاحتباس الحراري بتحمل المسؤولية عن أعمالها الضارة بالمناخ. من خلال الإبلاغ عن آثار تغير المناخ على جزر المحيط الهادئ في تقارير وسائل الإعلام، أرادوا زيادة الوعي بالحاجة إلى تقليل انبعاثات غازات الاحتباس الحراري.   
خلال الحملة، سافر 30 عضوًا من المجموعة من 12 دولة مختلفة من المحيط الهادئ (بما في ذلك فيجي وكيريباتي وبابوا غينيا الجديدة وجمهورية جزر مارشال وتوكيلاو وتونغا وتوفالو وفانواتو) إلى أستراليا.  

## الجوائز
- 2020: جائزة باكس كريستي الدولية للسلام [7]